# جواد کاشانی

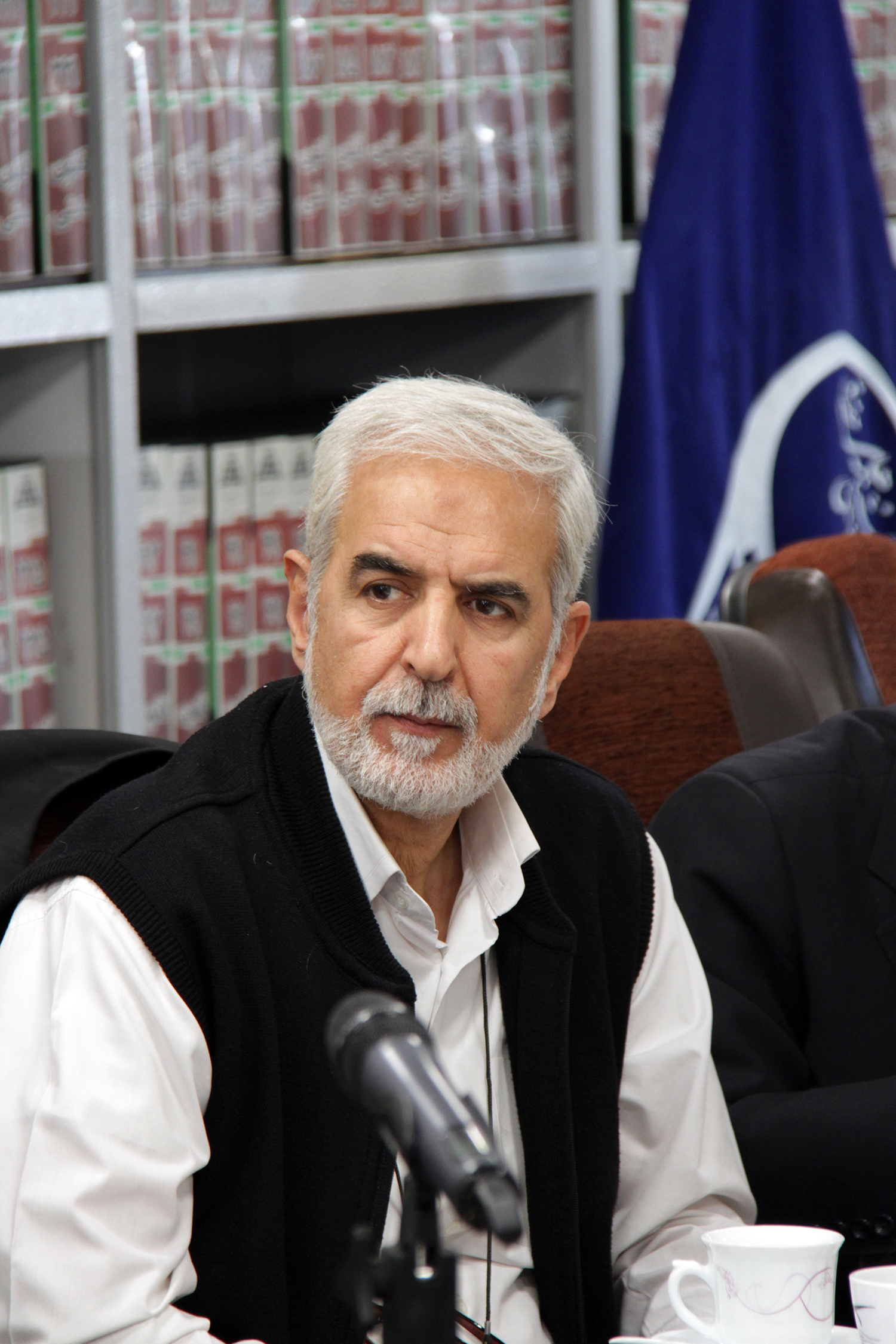
دکتر جواد کاشانی در پژوهشکده حقوق و قانون ایران

جواد کاشانی وکیل و حقوقدان اهل ایران است. وی دانشیار دانشگاه علامه طباطبائی است. وی از متخصصین در حوزه حقوق بین‌الملل و امور قراردادهای نفتی می‌باشد.
کاشانی دبیر کمیسیون علمی، تحقیقاتی و فناوری دولت را نیز بر عهده دارد.

## تحصیلات
وی کارشناسی حقوق را در سال ۱۳۶۸ و کارشناسی ارشد حقوق خصوصی را در سال ۱۳۷۰ از دانشگاه شهید بهشتی، و مدرک دکترا خود رادر سال ۱۳۸۷ از دانشگاه علامه طباطبائی اخذ کرد.

## کتاب‌ها
- کارایی دعوای جمعی در دسترسی به عدالت (با تأکید بر نظام حقوقی ایران)
- منابع نفت و گاز مشترک از منظر حقوق بین‌الملل[۹]

## مقالات
- مفهوم لایحه قضایی
- مرجع صالح برای رسیدگی به دعوای مسئولیت بطرفیت دولت
- برچیدن تأسیسات نفت و گاز دریایی از منظر حقوق بین‌الملل
- مطالعهٔ تطبیقی اصول اقتصاد سیاسی امام خمینی (ره) و قانون اساسی
- اعدام اتباع ایرانی در عربستان سعودی: ضرورت بازخوانی رویه قضایی در خصوص نقض مفاد کنوانسیون روابط کنسولی (۱۹۶۳)
- دعوای گروه: پاسخی به ضرورت وجود تعادل میان قواعد اولیه و ثانویه در سیستم حقوقی
- صدور قرار اقدامات احتیاطی قبل از تشکیل مرجع داوری توسط داور اضطراری طبق قواعد جدید مرکز داوری ICC و قانون داوری بین‌المللی سوئیس
- بررسی اثر انتقالی تجدید نظر خواهی در دعاوی مدنی در حقوق ایران و فرانسه
- وضعیت حقوق منابع نفت و گاز واقع در مرز بین کشورها
- چالش‌های قانون تجارت
- حقوق بین‌الملل و منابع مشترک نفت و گاز مرزی بین کشورها[۱۰][۱۱][۱۲]
- اصل شفافیت در معاملات دولتی[۱۳]